# بهرام رادان
بهرام رادان (زادهٔ ۸ اردیبهشت ۱۳۵۸) بازیگر و تهیه‌کنندهٔ ایرانی است. او فعالیت حرفه‌ای خود را با بازی در فیلم شور عشق (۱۳۷۹) آغاز کرد و برای نقش‌آفرینی در فیلم‌های شمعی در باد (۱۳۸۲) و سنتوری (۱۳۸۵) موفق به کسب دو سیمرغ بلورین بهترین بازیگر نقش اول مرد جشنواره فیلم فجر شد. او برای تهیه‌کنندگی علفزار (۱۴۰۰) نامزد دریافت سیمرغ بلورین بهترین فیلم شد. رادان از سال ۱۴۰۰ تا ۱۴۰۲، ناصرالدین‌شاه را در سریال عاشقانهٔ جیران به تصویر کشید.

## زندگی

### تولد
بهرام رادان در ۸ اردیبهشت ۱۳۵۸ در تهران متولد شد.

### زندگی هنری
او دورهٔ بازیگری را در سال ۱۳۷۸ و در آموزشگاه هیوا فیلم گذراند و در همان سال برای بازی در فیلم شور عشق ساخته نادر مقدس انتخاب شد.
رادان برای چهارمین نقش آفرینی خود در فیلم آواز قو نامزد دریافت تندیس بهترین بازیگر نقش اول مرد در پنجمین جشن خانه سینما شد. رادان سپس موفق به کسب دو سیمرغ بلورین نقش اول مرد در فیلم‌های شمعی در باد و سنتوری شد.

### زندگی شخصی
رادان در ۱۳ فروردین ۱۴۰۱ با انتشار پستی در اینستاگرام از آغاز رابطه‌اش با مینا مختاری، طراح مد خبر داد. این زوج در ۱۹ تیر ۱۴۰۲ ازدواج کردند. به گزارش تابناک، آن‌ها پسری دارند که در اواخر ۱۴۰۲ به دنیا آمد.

## فعالیت غیرهنری

### رویداد ورزشی
او در سال ۲۰۱۷ مشعل بازی‌های المپیک زمستانی ۲۰۱۸ را در سئول حمل کرد. او گفت: «خوشحال است که مشعل المپیک را حمل می‌کند» و همچنین عنوان کرد حس خیلی خوب و عجیبی بود که توانستم این مشعل را حمل کنم و برای من یک لحظه تاریخی قلمداد می‌گردید. او برای ورزشکاران ایران آرزوی موفقیت نمود.

### سفیر برنامه جهانی غذا
در سال ۱۳۸۹ بهرام رادان به عنوان اولین سفیر ایرانی برنامه جهانی غذا در مبارزه علیه گرسنگی منصوب شد.

## دیدگاه‌ها

### اظهار نظر راجع به همجنس‌گرایان
رادان در صفحه توئیتر خود قانونی شدن ازدواج همجنس‌گرایان در کنگره آمریکا را به اندازهٔ لغو برده‌داری یک رویداد تاریخی قلمداد کرد اما پس از چند روز، طی فشارهای امنیتی موجود، احضاریه‌ها و چاپ مداوم مطالبی بر علیه وی در روزنامه کیهان، مجبور به نوشتن نامه‌ای خطاب به مدیرمسئول روزنامه کیهان شد و توئیت خود را نیز حذف کرد. پس از این بسیاری عامل نامه فرستادن وی خطاب به کیهان را تشدید فشارهای امنیتی دانستند.

## فیلم‌شناسی

### فیلم سینمایی
| سال  | عنوان                       | نقش            | کارگردان                        | توضیحات |
| ---- | --------------------------- | -------------- | ------------------------------- | --- |
| ۱۳۷۹ | شور عشق                     | کیان           | نادر مقدس                       | اولین حضور در مقابل دوربین سومین فیلم پرفروش سال |
| ۱۳۷۹ | آواز قو                     | پیمان فدایی    | سعید اسدی                       | نامزد جایزه بهترین بازیگر نقش اول مرد از پنجمین دوره جشن خانه سینما ۱۳۸۰                                                                                         |
| ۱۳۷۹ | آبی                         | ارسطو          | حمید لبخنده                     | |
| ۱۳۸۰ | طلوع تاریک                  | پیمان          | ابراهیم شیبانی                  | فیلم کوتاه |
| ۱۳۸۰ | ساقی                        | رضا تهرانی     | محمدرضا اعلامی                  | |
| ۱۳۸۱ | گاوخونی                     | راوی           | بهروز افخمی                     | برنده تندیس حافظ بهترین بازیگر نقش اول مرد ۱۳۸۳ |
| ۱۳۸۱ | عطش                         | اشکان          | محمدحسین فرح‌بخش                 | اولین همکاری با فریبرز عرب نیا |
| ۱۳۸۱ | رز زرد                      | داوود          | داریوش فرهنگ                    | تنها همکاری مشترک با امین حیایی |
| ۱۳۸۲ | شمعی در باد                 | فرزین زربان    | پوران درخشنده                   | برنده سیمرغ بلورین بهترین بازیگر نقش اول مرد از بیست و دومین دوره جشنواره فیلم فجر ۱۳۸۲ نامزد جایزه بهترین بازیگر نقش اول مرد از هشتمین دوره جشن خانه سینما ۱۳۸۳ |
| ۱۳۸۲ | سربازهای جمعه               | آصف            | مسعود کیمیایی                   | اولین همکاری با مسعود کیمیایی |
| ۱۳۸۲ | گیلانه                      | اسماعیل        | رخشان بنی‌اعتماد، محسن عبدالوهاب | |
| ۱۳۸۳ | رستگاری در هشت و بیست دقیقه | طاها رحمانی    | سیروس الوند                     | |
| ۱۳۸۳ | ازدواج صورتی                | آریا شاداب     | منوچهر مصیری                    | |
| ۱۳۸۴ | حکم                         | سهند           | مسعود کیمیایی                   | همکاری مجدد با مسعود کیمیایی |
| ۱۳۸۴ | تقاطع                       | پدرام          | ابوالحسن داوودی                 | |
| ۱۳۸۵ | خون‌بازی                     | آرش            | رخشان بنی‌اعتماد، محسن عبدالوهاب | حضور افتخاری |
| ۱۳۸۵ | چهارانگشتی                  | فؤاد / فرزاد   | سعید سهیلی                      | بازی در دو نقش |
| ۱۳۸۵ | سنتوری                      | علی بلورچی     | داریوش مهرجویی                  | برنده سیمرغ بلورین بهترین بازیگر نقش اول مرد از بیست و پنجمین دوره جشنواره فیلم فجر ۱۳۸۵ نامزد تندیس حافظ بهترین بازیگر نقش اول مرد ۱۳۸۹                         |
| ۱۳۸۶ | کنعان                       | علی رضوان      | مانی حقیقی                      | |
| ۱۳۸۷ | بی‌پولی                      | ایرج           | حمید نعمت‌الله                   | |
| ۱۳۸۷ | کارناوال مرگ                | حمید جهانبخش   | حبیب‌الله کاسه‌ساز                | |
| ۱۳۸۷ | زادبوم                      | امیرعلی        | ابوالحسن داوودی                 | به مشکل ممیزی خورد و تا ۱۳۹۶ اکران نشد |
| ۱۳۸۷ | راه آبی ابریشم              | شاذان ابن یوسف | محمد بزرگ‌نیا                    | از پرهزینه‌ترین آثار تاریخ سینمای ایران |
| ۱۳۸۷ | تردید                       | سیاوش          | واروژ کریم‌مسیحی                 | اولین همکاری با واروژ کریم‌مسیحی در فیلمی که برداشتی از نمایشنامه هملت اثر ویلیام شکسپیر است                                                                      |
| ۱۳۸۸ | تهران ۱۵۰۰                  | جواد           | بهرام عظیمی                     | انیمیشن |
| ۱۳۸۸ | آدم‌کش                       | مازیار مافی    | رضا کریمی                       | برنده جایزه بهترین بازیگر مرد جشنواره بین‌المللی فیلم لاداخ ۲۰۱۲                                                                                                  |
| ۱۳۸۹ | یکی از ما دو نفر            | بابک           | تهمینه میلانی                   | |
| ۱۳۹۰ | پل چوبی                     | امیر           | مهدی کرم پور                    | جزو فیلم‌های تحریم‌شده توسط حوزه هنری شد |
| ۱۳۹۲ | نقشِ نگار                    | فرزاد          | علی عطشانی                      | |
| ۱۳۹۲ | تراژدی                      | حبیب           | آزیتا موگویی                    | |
| ۱۳۹۳ | آتش‌بس ۲                     | خسرو           | تهمینه میلانی                   | |
| ۱۳۹۳ | عصر یخبندان                 | فرید           | مصطفی کیایی                     | بهترین فیلم از نگاه مردم در سی و سومین دوره جشنواره فیلم فجر |
| ۱۳۹۴ | حکایت عاشقی                 | علی            | احمد رمضان زاده                 | |
| ۱۳۹۴ | پولاریس (فیلم)              | پوریا          | سودابه مرادیان                  | |
| ۱۳۹۴ | من ناصر حجازی هستم...       |                | امیر رفیعی                      | مستند |
| ۱۳۹۴ | بارکد                       | حامد           | مصطفی کیایی                     | فیلم منتخب مردم در سی و چهارمین دوره جشنواره فیلم فجر |
| ۱۳۹۵ | زرد                         | شهاب           | مصطفی تقی‌زاده                   | |
| ۱۳۹۶ | چهار راه استانبول           | بهمن           | مصطفی کیایی                     | |
| ۱۳۹۷ | آشفته‌گی                     | بردیا/باربد    | فریدون جیرانی                   | |
| ۱۳۹۷ | سونامی                      | مرتضی نژادی    | میلاد صدرعاملی                  | |
| ۱۳۹۷ | ایدهٔ اصلی                   | سعید پارسا     | آزیتا موگویی                    | |
| ۱۳۹۸ | گربه سیاه                   | خودش           | کریم امینی                      | همچنین تهیه‌کننده |
| ۱۳۹۹ | ابلق                        | جلال           | نرگس آبیار                      | |
| ۱۴۰۱ | کاپیتان من                  |                | سیاوش صفاریان‌پور                | مستند |
| ۱۴۰۲ | صبحانه با زرافه‌ها           | مجتبی          | سروش صحت                        | |

### نمایش خانگی
| سال  | عنوان        | نقش          | کارگردان        |
| ---- | ------------ | ------------ | --------------- |
| ۱۳۹۷ | رقص روی شیشه | یغما نامدار  | مهدی گلستانه    |
| ۱۴۰۰ | جیران        | ناصرالدین‌شاه | حسن فتحی        |
| ۱۴۰۳ | کوری         |              | سجاد پهلوان‌زاده |

### تهیه‌کنندگی
- علفزار (کاظم دانشی، ۱۴۰۰)
- گربه سیاه (کریم امینی، ۱۳۹۸)

### تئاتر
- کنسرت نمایش سی (همایون شجریان و سهراب پورناظری ۱۳۹۶)

## موسیقی
- آلبوم موسیقی روی دیگر (بهمن ۱۳۹۱)

## جوایز و افتخارات
| سال  | عنوان جایزه                                                                   | عنوان       | نتیجه    |
| ---- | ----------------------------------------------------------------------------- | ----------- | -------- |
| ۱۳۸۰ | تندیس زرین بهترین بازیگر نقش مکمل مرد جشن سینمای ایران                        | آواز قو     | نامزدشده |
| ۱۳۸۲ | سیمرغ بلورین بهترین بازیگر نقش اول مرد از بیست و دومین دوره جشنواره فیلم فجر  | شمعی در باد | پیروز    |
| ۱۳۸۳ | بهترین بازیگر نقش اول مرد از هشتمین دوره جشن خانه سینما                       | شمعی در باد | نامزدشده |
| ۱۳۸۳ | جایزه حافظ بهترین بازیگر نقش اول مرد                                          | گاوخونی     | پیروز    |
| ۱۳۸۵ | سیمرغ بلورین بهترین بازیگر نقش اول مرد از بیست و پنجمین دوره جشنواره فیلم فجر | سنتوری      | پیروز    |
| ۱۳۸۹ | جایزه حافظ بهترین بازیگر نقش اول مرد                                          | سنتوری      | نامزدشده |
| ۲۰۱۲ | بهترین بازیگر مرد جشنواره بین‌المللی فیلم لاداخ هند                            | آدم‌کش       | پیروز    |
| ۱۴۰۰ | سیمرغ بهترین فیلم چهلمین دوره جشنواره فیلم فجر                                | علفزار      | نامزدشده |

- نامزد بهترین بازیگر مرد سینما در جشن حافظ برای فیلم آتش‌بس ۲
- نامزد بهترین بازیگر سینما در جشن حافظ برای فیلم بارکد